# Xã Albert Lea, Quận Freeborn, Minnesota
Xã Albert Lea (tiếng Anh: Albert Lea Township) là một xã thuộc quận Freeborn, tiểu bang Minnesota, Hoa Kỳ. Năm 2010, dân số của xã này là 653 người.